# Prêmio Multishow de Música Brasileira
Il Prêmio Multishow da Música Brasileira (PMMB, anche noto semplicemente come Prêmio Multishow) è un premio assegnato annualmente alle produzioni musicali e agli artisti brasiliani più popolari. Viene organizzato, prodotto e trasmesso dalla piattaforma televisiva a pagamento Multishow.

## Storia
Il premio è nato nel 1994, e originariamente si chiamava Prêmio TVZ. I vincitori venivano inizialmente scelti tramite una votazione telefonica a cui avevano accesso solo gli abbonati della piattaforma televisiva Multishow.
Dopo l'edizione in tono minore del 1997, caratterizzata dall'assenza sul palco di numerosi artisti vincitori, l'anno successivo il premio fu ristrutturato, assumendo il nome "Prêmio Multishow da Música Brasileira", introducendo nuove categorie e rivoluzionando il metodo di votazione, che includeva adesso anche i lettori delle riviste Istoé e Caras (che potevano votare gli artisti preferiti attraverso apposite cartoline) e dei siti internet netbrasil.com.br, multicanal.com.br e globosat.com.br.
Dopo essersi tenuta per anni al Teatro Municipal do Rio, dal 2008 la cerimonia di premiazione si svolge alla Jeunesse Arena. Nel 2011, al voto popolare è stato affiancato quello di una giuria specializzata di esperti. Nell'edizione successiva il meccanismo di voto è stato ulteriormente modificato, affiancando al voto popolare e alla giuria di esperti una "Superjúri" (super-giuria) di 11 personalità importanti del mondo della musica brasiliana.

## Vincitori principali

### Artista maschile dell'anno
- 1998 - Gabriel, o Pensador
- 1999 - Caetano Veloso
- 2000 - Djavan
- 2001 - Caetano Veloso
- 2002 - Roberto Carlos
- 2003 - Gilberto Gil
- 2004 - Caetano Veloso
- 2005 - Marcelo D2
- 2006 - Dinho Ouro Preto
- 2007 - Rogério Flausino
- 2008 - Di Ferrero
- 2009 - Seu Jorge
- 2010 - Samuel Rosa
- 2011 - Di Ferrero
- 2012 - Thiaguinho
- 2013 - Luan Santana
- 2014 - Thiaguinho
- 2015 - Lucas Lucco
- 2016 - Luan Santana
- 2017 - Luan Santana
- 2018 - Luan Santana
- 2019 - Dilsinho
- 2020 - Gusttavo Lima
- 2021 - Luan Santana

### Artista femminile dell'anno
- 1998 - Marisa Monte
- 1999 - Ivete Sangalo
- 2000 - Sandy
- 2001 - Marisa Monte
- 2002 - Sandy
- 2003 - Ivete Sangalo
- 2004 - Maria Rita
- 2005 - Pitty
- 2006 - Ana Carolina
- 2007 - Ana Carolina
- 2008 - Ivete Sangalo
- 2009 - Marisa Monte
- 2010 - Ana Carolina
- 2011 - Paula Fernandes
- 2012 - Ivete Sangalo
- 2013 - Ivete Sangalo
- 2014 - Paula Fernandes
- 2015 - Ivete Sangalo
- 2016 - Ivete Sangalo
- 2017 - Anitta
- 2018 - Ivete Sangalo
- 2019 - Ludmilla
- 2020 - Ivete Sangalo
- 2021 - Marília Mendonça

### Gruppo musicale dell'anno
- 1998 - Titãs
- 1999 - Titãs
- 2000 - Raimundos
- 2001 - Capital Inicial
- 2002 - Titãs
- 2003 - Os Paralamas do Sucesso
- 2004 - Los Hermanos
- 2005 - O Rappa
- 2006 - Jota Quest
- 2007 - Capital Inicial
- 2008 - NX Zero
- 2009 - Fresno
- 2010 - Cine
- 2011 - Exaltasamba
- 2012 - NX Zero
- 2013 - Sorriso Maroto
- 2014 - Sorriso Maroto
- 2015 - Turma do Pagode
- 2016 - Henrique & Juliano
- 2017 - Simone & Simaria
- 2018 - Rouge
- 2019 - Atitude 67
- 2020 - Lagum
- 2021 - Lagum

### Canzone dell'anno
- 1998 - Vanessa Rangel — Palpite
- 1999 - Titãs — É preciso saber viver
- 2000 - Los Hermanos — Anna Júlia
- 2001 - Ivete Sangalo — Se eu não te amasse tanto assim
- 2002 - Daniela Mercury — Mutante
- 2003 - Tribalistas — Já sei namorar
- 2004 - Skank — Vou deixar
- 2005 - Skank — Vamos fugir
- 2006 - Vanessa da Mata — Ai, ai, ai...
- 2007 - Charlie Brown Jr. — Senhor do tempo
- 2008 - Vanessa da Mata e Ben Harper — Boa sorte/Good Luck
- 2009 - Vanessa da Mata — Amado
- 2010 - Restart — Recomeçar
- 2011 - NX Zero — Onde estiver
- 2012 - Ana Carolina - Problemas
- 2013 - Thiaguinho - Buquê de flores
- 2014 - Luan Santana - Tudo que você quiser
- 2015 - Anitta - Ritmo perfeito
- 2016 - Jota Quest ft. Anitta – Blecaute
- 2017 - Anitta ft. Maluma – Sim ou não
- 2018 - Iza ft. Marcelo Falcão - Pesadão
- 2019 - Felipe Araújo ft. Ferrugem - Atrasadinha
- 2020 - Ludmilla –  Verdinha
- 2021 - Anitta – Girl from Rio